# A rádió
A rádió egy dal a magyar LGT együttes 1977-es Zene – Mindenki másképp csinálja albumáról. A szerzője Presser Gábor és Sztevanovity Dusán volt – utóbbi ugyan nem volt tagja az együttesnek, mégis sok dal megírásában szerepet vállalt.
A mű a rádió intézményét élteti, szövegében egy elnagyolt kronológiával említést tesz a kialakulásának fontosabb mozzanatairól, többek között az 1923-as Gyáli úti stúdióról, az 1924-es első állatkerti koncertről, vagy a mai sztereó sugárzásról.
A dalt Presser zongorajátéka kíséri, az éneket pedig felváltva Presser, Somló és Karácsony produkálja. A vége felé hallható egy archívnak álcázott kollázs, melyben különféle, a rádióadásából kivágott jeleneteket, például időjárás-jelentést, vagy lottósorsolást imitálnak.
Gyakran játszották koncerteken, többek közt a legutóbbi, 2007-es Sziget Fesztivál nulladik napján is.
A Magyar Rádió telefonvonalán a kért mellék kapcsolásáig ez a dal hallható.
Újabban jellemző, hogy új rádióállomás indulásakor ez az első műsorszám, amit az újonnan alakult csatorna lejátszik (a Himnusz után, vagy azonnal ezzel kezdenek).